# Province du Nord (Rwanda)
Pour les articles homonymes, voir Province du Nord.
La province du Nord (en kinyarwanda : Intara y'Amajyaruguru ; en anglais : Northern Province) est, depuis la réforme administrative de 2006, l'une des cinq provinces du Rwanda. Elle résulte de la fusion des anciennes provinces de Ruhengeri, Byumba et d'une partie de l'ancienne province de Kigali rural. Elle se trouve dans le nord.
Elle est composée de cinq districts : 
- Musanze ;
- Burera ;
- Gicumbi ;
- Rulindo ;
- Gakenke.

Le chef-lieu de la Province du Nord est situé à Kinihira, dans le district de Rulindo, mais les villes principales restent les capitales des anciennes provinces :
- Byumba ;
- Ruhengeri.

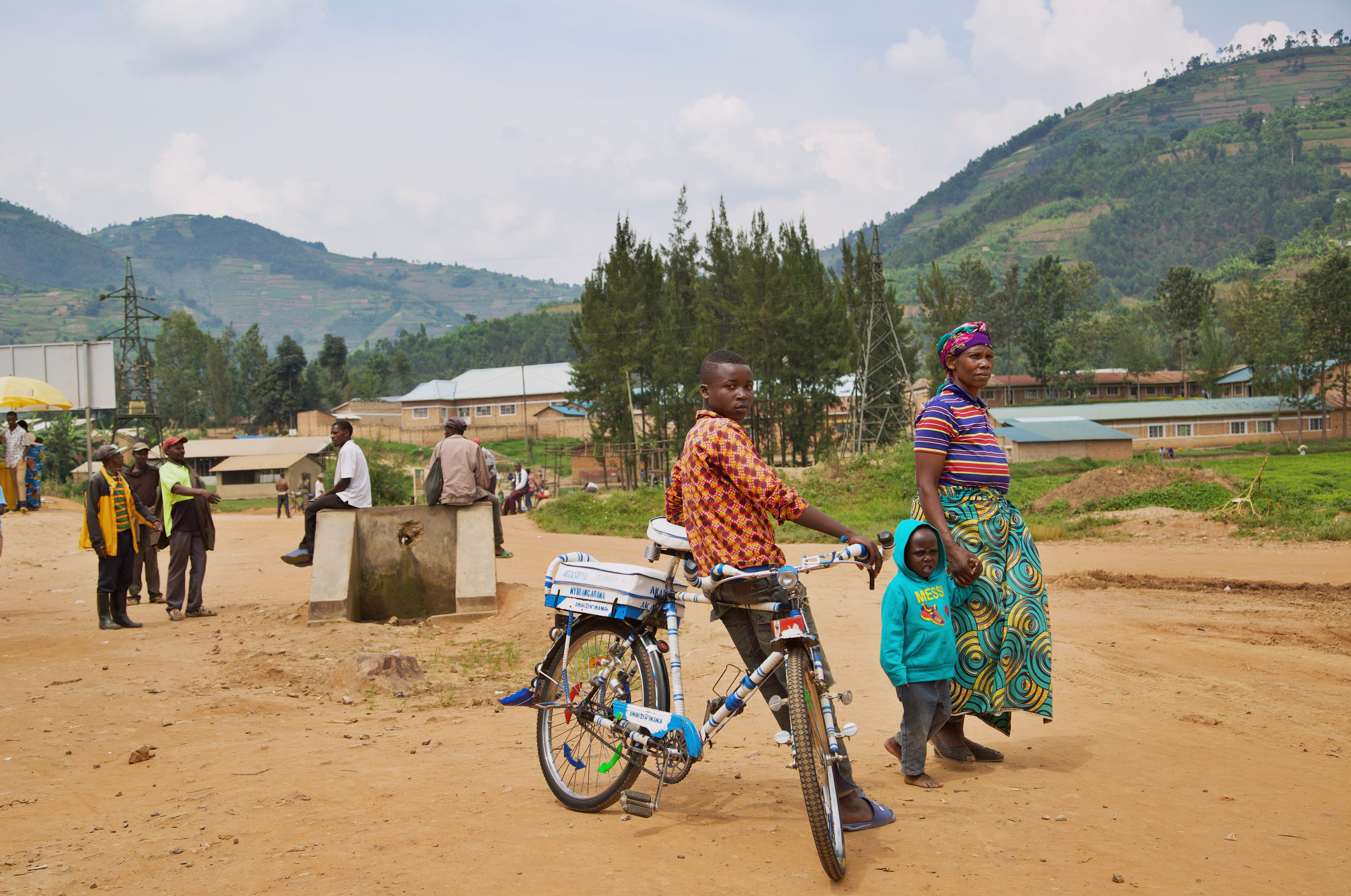
Vélo-taxi dans une zone rurale de la province du Nord.
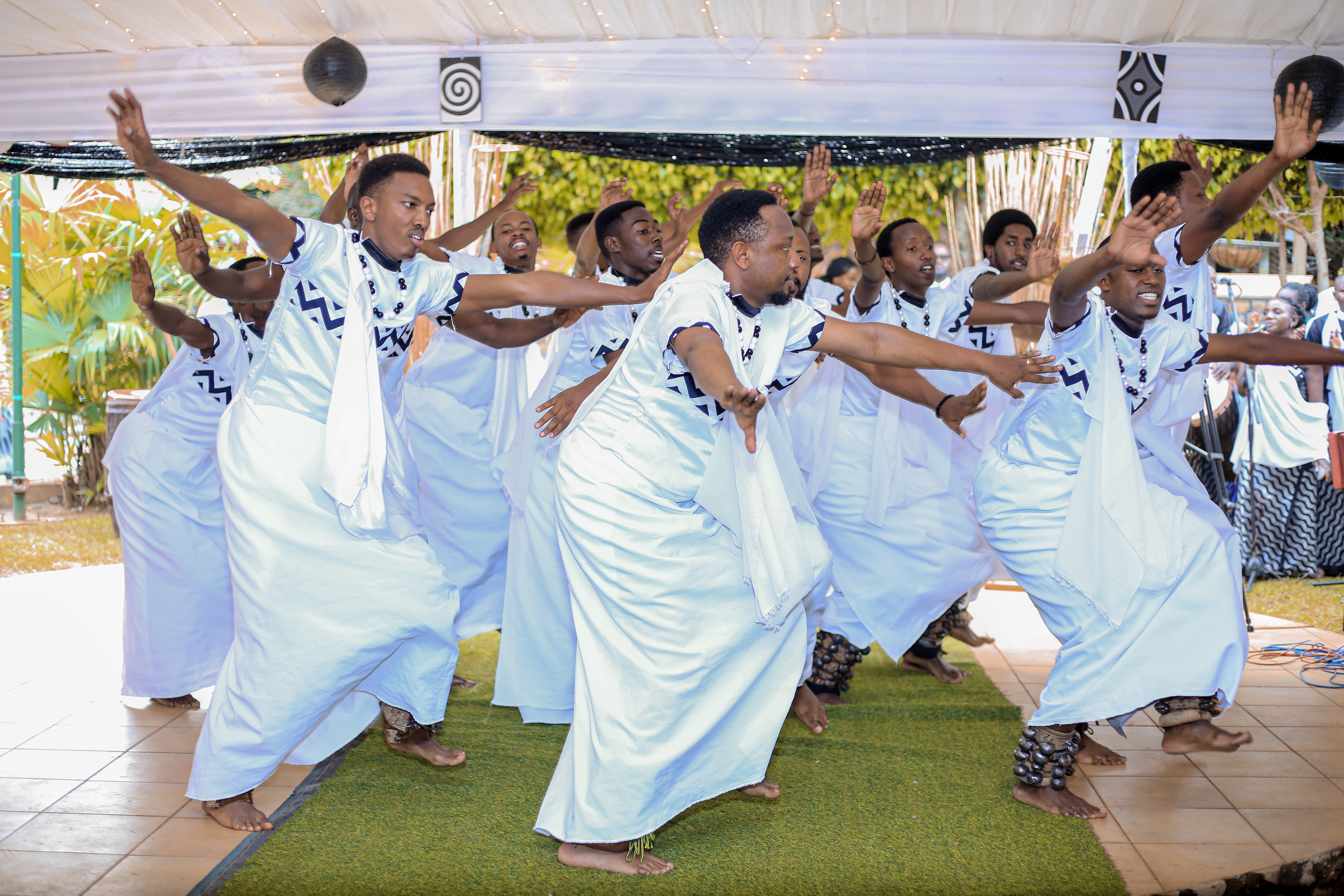
Amahamba : danse traditionnelle du Nord.